# Bunnings NPC 2023
Bunnings NPC 2023 è la 48ª edizione del National Provincial Championship, il campionato nazionale provinciale neozelandese, nonché la 18ª con la nuova formula NPC.
Vi hanno preso parte 14 squadre.
La stagione 2023 del Bunnings NPC è stata la 18ª stagione della competizione provinciale di rugby union della Nuova Zelanda, il National Provincial Championship, dal momento in cui è diventata professionale nel 2006. Ha coinvolto le quattordici union provinciali più importanti della Nuova Zelanda, che (secondo un nuovo formato introdotto nel 2022) hanno composto un girone unico. Per motivi di sponsorizzazione, la competizione è conosciuta come Bunnings NPC. La stagione regolare è iniziata venerdì 4 agosto 2023, quando Tasman ha ospitato Otago. La Finale si è svolta sabato 21 ottobre 2023.

## Classifica
Stagione regolare:
| Pos | Team             | Pts | G  | V | N | P | pf  | ps  | d.   |
| 1   | Wellington       | 43  | 10 | 9 | 0 | 1 | 299 | 148 | 151  |
| 2   | Taranaki         | 38  | 10 | 7 | 0 | 3 | 300 | 217 | 83   |
| 3   | Canterbury       | 37  | 10 | 6 | 0 | 4 | 351 | 271 | 80   |
| 4   | Bay of Plenty    | 35  | 10 | 7 | 0 | 3 | 285 | 241 | 44   |
| 5   | Hawke's Bay      | 34  | 10 | 7 | 0 | 3 | 304 | 264 | 40   |
| 6   | Auckland         | 32  | 10 | 6 | 0 | 4 | 291 | 243 | 48   |
| 7   | Tasman           | 31  | 10 | 6 | 0 | 4 | 230 | 206 | 24   |
| 8   | Waikato          | 29  | 10 | 5 | 0 | 5 | 282 | 253 | 29   |
| 9   | Counties Manukau | 24  | 10 | 4 | 0 | 6 | 280 | 316 | -36  |
| 10  | North Harbour    | 22  | 10 | 4 | 0 | 6 | 272 | 295 | -23  |
| 11  | Otago            | 18  | 10 | 3 | 0 | 7 | 213 | 294 | -81  |
| 12  | Northland        | 17  | 10 | 2 | 1 | 7 | 243 | 282 | -39  |
| 13  | Manawatu         | 12  | 10 | 2 | 0 | 8 | 199 | 423 | -224 |
| 14  | Southland        | 9   | 10 | 1 | 1 | 8 | 197 | 293 | -96  |

Classificate da 1 a 8: play-off.

### Play-off
Quarti di finale
- Canterbury -  Auckland  29–24
- Wellington -  Waikato  32–28
- Taranaki -  Tasman 34–18
- Bay of Plenty -  Hawke's Bay  28–38

Semifinali
- Taranaki -  Canterbury  23–16
- Wellington -  Hawke's Bay  24–25

Finale
- Taranaki -  Hawke's Bay  22–19